# Destruction !
Pour les articles homonymes, voir Havoc.
Pour plus de détails, voir Fiche technique et Distribution.
Destruction ! (Havoc) est un film américain muet de Rowland V. Lee, sorti en 1925.

## Synopsis
En Angleterre avant le déclenchement de la Première Guerre mondiale, le capitaine Roddy Dunton et le lieutenant Dick Chappel courtisent la même femme, Violet Deering. Elle se fiance à Dunton et Chappel accepte son choix. Plus tard, la guerre éclate et lors d'une permission loin du front occidental, Chappel apporte à Violet un message de Dunton. Celle-ci s’entiche de lui et la sœur de Dunton, Tessie, les voit s’embrasser. Violet, qui se sent piégée, rompt ses fiançailles avec Dunton. Lorsque Chappel retourne dans les tranchées, Dunton, furieux, persuade Chappel de prendre part à une attaque téméraire sur les lignes allemandes, espérant qu’il sera tué. Au lieu de cela, Chappel est grièvement blessé. Plus tard, plein de remords, Dunton se suicide en se tirant une balle dans la tête. Chappel rentre chez lui où il dénonce Violet et est soigné par la sœur de Dunton, Tessie.

## Fiche technique
- Titre original : Havoc
- Réalisation : Rowland V. Lee
- Scénario : Edmund Goulding, d'après une histoire de Henry Wall
- Photographie : G.O. Post
- Production : Fox Film
- Genre : Drame
- Pays de production : États-Unis
- Couleur : Noir et Blanc
- Son : Muet
- Format : 1,33 : 1
- Date de sortie :
  - États-Unis : 27 septembre 1925

## Distribution
- Madge Bellamy : Tessie Dunton
- George O'Brien : Dick Chappel
- Walter McGrail : Roddy Dunton
- Eulalie Jensen : Alice Deering
- Margaret Livingston : Violet Deering
- Leslie Fenton : Babe
- David Butler : Smithy
- Harvey Clark : Biddle
- Wade Boteler : Sergent Major
- Edythe Chapman : Mrs. Chappel
- E.H. Calvert : adjudant régimentaire
- Bertram Grassby : Alexi Betskoy